# ساكون ياماموتو
ساكون ياماموتو مواليد 9 يوليو 1982 في تويوهاشي، اليابان، هو سائق فورملا 1 ياباني بدأ مسيرته الاحترافية سنة 2006. كان أول سباق له هو جائزة ألمانيا الكبرى 2006. خاض خلال مسيرته 21 سباقاً.

## سباقات شارك فيها
- بطولة فورمولا 3 الألمانية
- سوبر فورمولا
- بطولة فورمولا 3 اليابانية
- بطولة فورمولا 3 البريطانية

## روابط خارجية
- ساكون ياماموتو على موقع Racing-Reference.info (الإنجليزية)
- ساكون ياماموتو على موقع DriverDB.com (الإنجليزية)